# Huehuecuetzpalli
Huehuecuetzpalli mixtecus es un género y especie extintos de reptil escamoso basal, posiblemente un iguania no primitivo que vivió en el Cretácico Inferior (Albiense) en la Formación Tlayúa, en la municipalidad Tepexi de Rodríguez, en el centro de México. Este puede ser un miembro primitivo de Iguania, un gran clado de lagartos que incluye a las iguanas, camaleones, agámidos y a muchos lagartos del continente americano, y que es posiblemente una de las primeras grandes divergencias en el árbol evolutivo de los escamosos.
Las autapomorfias de Huehuecuetzpalli incluyen un premaxilar alargado anteroposteriormente que deriva en la elongación del hocico y la aparente retracción de las narinas externas. Un hueso postfrontal redondeado y un foramen parietal sobre la sutura frontoparietal sugieren afinidades con los iguanianos, pero la retención de los premaxilares divididos, vértebras anficelosas, centros de vértebras toracolumbares, forámenes entepicondilares y un segundo tarso distal apoya la hipótesis de que Huehuecuetzpalli es un escamoso basal. 